# Municipio de Warm Springs
El municipio de Warm Springs (en inglés: Warm Springs Township) es un municipio ubicado en el condado de Randolph en el estado estadounidense de Arkansas. En el año 2010 tenía una población de 332 habitantes y una densidad poblacional de 4,56 personas por km².

## Geografía
El municipio de Warm Springs se encuentra ubicado en las coordenadas 36°27′55″N 91°3′13″O / 36.46528, -91.05361. Según la Oficina del Censo de los Estados Unidos, el municipio tiene una superficie total de 72.76 km², de la cual 72,59 km² corresponden a tierra firme y (0,23 %) 0,17 km² es agua.

## Demografía
Según el censo de 2010, había 332 personas residiendo en el municipio de Warm Springs. La densidad de población era de 4,56 hab./km². De los 332 habitantes, el municipio de Warm Springs estaba compuesto por el 93,07 % blancos, el 4,22 % eran afroamericanos, el 0,6 % eran amerindios y el 2,11 % eran de una mezcla de razas. Del total de la población el 1,51 % eran hispanos o latinos de cualquier raza.